# Javaanse goudrugspecht
De Javaanse goudrugspecht (Dinopium javanense) is een vogel uit de familie Picidae (spechten). De vogel werd in 1797 beschreven door de Zweedse natuuronderzoeker Sven Ingemar Ljungh. Ljungh trof de vogel aan in de collectie van de predikant Jan Brandes die na zijn verblijf in Batavia (Nederlands Indië) grootgrondbezitter in Zweden werd en daar contact had met Zweedse dierkundigen.

## Herkenning
De vogel is 28 tot 30 cm lang en weegt 67 tot 100 g.  De vogel is van boven olijfgroen met een goudgele glans. De stuit is rood en op de buik en borst is een zwart en wit schubbenpatroon. Kenmerkend zijn de zwarte strepen op de kop. Het mannetje heeft een rode kruin en bij het vrouwtje is de kruin zwart. De specht lijkt sterk op de grote goudrugspecht (Chrysocolaptes lucidus). Bij deze specht zitten afwisselend zwarte en witte lijntjes in de baardstreep.

## Verspreiding en leefgebied
De Javaanse goudrugspecht komt niet alleen op Java  voor, maar is wijdverspreid in zuidelijk Azië en telt zes ondersoorten:
- D. j. malabaricum Whistler, 1934: zuidwestelijk India.
- D. j. intermedium (Blyth, 1845): van noordoostelijk India en Bangladesh tot het zuidelijke deel van Centraal-China, Indochina en Myanmar.
- D. j. javanense (Ljungh, 1797): Maleisisch schiereiland, Sumatra, westelijk Java.
- D. j. exsul (Hartert, 1901): oostelijk Java en Bali.
- D. j. borneonense (Dubois, AJC, 1897):  Borneo (niet in het noordoosten).
- D. j. raveni Riley, 1927: noordoostelijk Borneo en de nabijgelegen eilanden.

Het leefgebied bestaat uit een groot aantal bostypen, ook aangeplant bos, kokospalmplantages, parken, golfbanen en mangrove. Meestal in laagland, op de Grote Soenda-eilanden tot op 1000 m boven zeeniveau en in India tot op 1700 m.

## Status
Doordat het verspreidingsgebied van de Javaanse goudrugspecht zeer groot is, is de kans op de status  kwetsbaar (voor uitsterven) gering. De grootte van de wereldpopulatie  is niet gekwantificeerd. Waarschijnlijk gaat de soort in aantal achteruit door habitatverlies, maar is het tempo van de achteruitgang geen bedreiging voor het voortbestaan van de soort. Om deze redenen staat deze specht als niet bedreigd op de Rode Lijst van de IUCN.